# Windows Odyssey
Windows Odyssey (znany również jako NT6) – nazwa kodowa wersji systemu Microsoft Windows, która miała być następcą Windows 2000. Projekt został przerwany na początku 2000 roku, a później połączony z Windows Neptune aby stworzyć Windows XP.

## Rozwój
Prace nad Windows Odyssey rozpoczęto w 1999 roku, równolegle do konsumenckiej wersji Windows Neptune, bazując na kodzie źródłowym Windows 2000. Planowanymi składnikami Odyssey były nowe Centra Aktywności oraz nowy interfejs użytkownika. Nieznany jest numer wersji Odyssey, niektóre źródła podają NT 6.0 czy NT 5.5.
Z powodu wysokich wymagań sprzętowych oraz ponieważ Odyssey i Neptune wywodziłyby się z identycznej bazy kodu (ang. codebase), Microsoft złączył je, tworząc projekt Whistler dla zwiększenia wydajności. Jako że produkt nie opuścił fazy planowania, nigdy nie doszło do wycieku ani wydania przez Microsoft żadnej kompilacji Odyssey.
Poufne dokumenty związane z procesem Comes vs. Microsoft potwierdzają prace nad tym systemem.